# Sois mon amie
Pour plus de détails, voir Fiche technique et Distribution.
Sois mon amie (arabe : حلو و مر soit Halou u mer) est un film tunisien réalisé en 2000 par Naceur Ktari dont il constitue le deuxième long métrage. Il obtient le Tanit de bronze aux Journées cinématographiques de Carthage durant la même année.

## Synopsis
À peine rétabli d'une grave dépression et contre l'avis de son psychiatre, Slah, metteur en scène de théâtre, mentalement fragilisé par son parcours professionnel, annonce à sa femme Amel, une femme riche qui finance ses projets, sa décision de monter la célèbre pièce de théâtre Essoud (Le Barrage) de Mahmoud Messadi réputée par sa complexité. Mais le soir même, au volant de sa voiture, Slah renverse une jeune femme prénommée Aïcha. D'abord désemparé, il éprouve par la suite une étrange fascination pour cette belle jeune fille jeune fille anticonformiste qui devient son amie et sa muse. Amel, soutien moral, affectif et financier de son mari réussit à convaincre le directeur du théâtre de programmer Le Barrage. Bien que souffrant en silence de la présence de Aïcha, Amel décide par amour pour son mari d'inviter la jeune femme auprès d'eux, dans le domaine de ses parents, dans une oasis du sud de la Tunisie. Un étrange ménage à trois se forme alors où se révèlent doutes et suspicions, désirs et tentations, amour et complicités. La pièce, dont Aïcha joue le rôle principal, sera un triomphe mais le charme de cette fille et l'affection que lui porte son épouse aideront-ils Slah à s'en sortir ?

## Fiche technique
- Scénario : Naceur Ktari
- Réalisation : Naceur Ktari
- Montage : Yves Comte et Larbi Ben Ali
- Photographie : Georges Lechaptois et Xavier Tauveron
- Musique : Lotfi Bouchnak
- Son : Florent Blanchard
- Costumes : Anissa Bridi
- Décors : Abdel Majid Gribaa
- Pays d'origine :  Tunisie,  France
- Langue : arabe
- Date de sortie : 2000

## Producteur
- Imago Production : Naceur Ktari
- Les Films sur la place : Djafar Djaafari

## Distribution
- Nourredine El Ati : Slah
- Frida Kebaili : Amel
- Sonia El Ati : Aïcha
- Lamine Nahdi : Brahim
- Zoubeir Bornaz : Taieb
- Ines Baili
- Jelassi Jelloul
- Belkis Cheriaa

## Distinctions
- Tanit de bronze aux Journées cinématographiques de Carthage (2000)
- Festival panafricain du cinéma et de la télévision de Ouagadougou (2001)
  - Prix de la meilleure mise en scène : Naceur Ktari
  - Meilleur montage : Larbi Ben Ali
  - Meilleurs décors : Naceur Ktari